# Орнонтовиці (гміна)
Гміна Орнонтовіце (пол. Gmina Ornontowice) — сільська гміна у південній Польщі. Належить до Міколовського повіту Сілезького воєводства.
Станом на 31 грудня 2011 у гміні проживало 5822 особи.

## Територія
Згідно з даними за 2007 рік площа гміни становила 15.10 км², у тому числі:
- орні землі: 64.00%
- ліси: 26.00%

Таким чином, площа гміни становить 6.52% площі повіту.

## Населення
Станом на 31 грудня 2011:
| Опис     | Загалом | Загалом | Чоловіки | Чоловіки | Жінки | Жінки |
| -------- | ------- | ------- | -------- | -------- | ----- | ----- |
| одиниця  | осіб    | %       | осіб     | %        | осіб  | %     |
| все      | 5822    | 100     | 2887     | 49.59    | 2935  | 50.41 |
| міське   | 0       | 100     | 0        |          | 0     |       |
| сільське | 5822    | 100     | 2887     | 49.59    | 2935  | 50.41 |

## Сусідні гміни
Гміна Орнонтовіце межує з такими гмінами: Ґералтовіце, Кнурув, Міколув, Ожеше, Червйонка-Лещини.